# Theodor Leth
Frantz Henrik Theodor Leth (født 27. april 1825 på Ålykkegård ved Odense, død 29. marts 1911 i København) var en dansk overretsprokurator og politiker.

## Juridisk karriere
Leth var søn af proprietær, senere ejer af Rustenborg i Kongens Lyngby, justitsråd Laurits Christian Frederik Leth (1794-1865, gift 2. gang 1839 med Edel Caroline Leth, 1809-1892) og Arnoldine Luise Cathrine Lund (1802-1836).
Leth blev student 1845 (privat dimitteret), cand.jur. 1853 og bestod slesvigsk juridisk eksamen i Flensborg samme år. Han blev advokat 1855 og var notarius publicus i Aabenraa fra 1855 til 1864. I denne by blev Leth gift 6. maj 1858 med Minna Marie Claudine Meisner (10. april 1838 i Aabenraa - 29. januar 1925 på Frederiksberg), datter af kammerråd, amtsforvalter og aktuar Claus Peter Meisner (1793-1839, gift 1. gang 1822 med Christine Elisabeth Schäff, 1800-1824) og Frederikke Vilhelmine Schäff (1804-1856).
Leth blev overretsprøveprokurator i København 1864 og overretsprokurator 1866 (i 1868 blev titlen erstattet af sagfører). 8. februar 1902 blev han Ridder af Dannebrog og 1905 etatsråd.

## Politisk karriere
Theodor Leth tilhørte det Bergske Venstre og stillede første gang op til Folketinget i Københavns 3. kreds 1872 uden at blive valgt. Han blev 1876 valgt ved et suppleringsvalg i Næstvedkredsen. Her blev han stadig genvalgt, indtil han før valget i 1892 trak sit kandidatur til fordel for en repræsentant fra Det Forhandlende Venstre, som flertallet af kredsens venstrevælgere nu pegede på. Da Københavns liberale Vælgerforening i 1903 blev splittet, forblev Leth loyal mod Venstreregeringen og blev formand for den ny (loyale) venstreforening.
Leth havde interesse for husmændenes kår, og i forening med en anden sjællandsk folketingsmand stillede han fra 1880 flere gange forslag på tinge om forbedring i fæste- og lejehusmænds kår. Han var mindre lydhør over for de rige bønders interesser. 1887 stillede han et forslag om hemmelig afstemning ved rigsdagsvalg.
En anden af hans interesser var zoologi, og Leth var den første, der (i Fiskeritidende, 1882) på tryk hævdede, at den gule og den blanke ål ikke som hidtil antaget var to forskellige ålearter, men i stedet var den samme ål i henholdsvis vækst- og yngledragt. Fiskeriets juridiske facetter havde han også blik for, og Leth blev fiskeriets første særlige talsmand i Rigsdagen. Han var dybt involveret i drøftelsen og udarbejdelsen af landets første fiskerilove (af 1888). 1902-07 var han 1. vicepræsident i Dansk Fiskeriforening, og valgtes ved sin fratræden til foreningens æresmedlem og dens juridiske konsulent.
Leth er begravet på Vestre Kirkegård.

## Gengivelser
Leth er gengivet i xylografier fra henholdsvis 1877 og 1883. Desuden afbildet på flere satiriske tegninger af Knud Gamborg 1886–90 (Det Nationalhistoriske Museum på Frederiksborg Slot) og af Alfred Schmidt 1904–05 (sammesteds). Der findes også en miniature og et fotografi ("Atelier Bjørnsdal", Det Kongelige Bibliotek).